# Sexmo de La Mata
El Sexmo de La Mata es uno de los seis sexmos en que se divide la Comunidad de Villa y Tierra de Cuéllar, circunscrita en su mayor parte a la provincia de Segovia, a excepción de algunas localidades del Sexmo de Valcorba que pertenecen a la provincia de Valladolid en la actual comunidad autónoma de Castilla y León (España).
Se encontraba al suroeste de la comunidad, y hoy día esta división histórica está integrada por las localidades de Vallelado, Mata de Cuéllar, Samboal, Arroyo de Cuéllar, Fresneda de Cuéllar, Chañe y Narros de Cuéllar, siendo la capital histórica del sexmo Mata de Cuéllar, localidad que le da nombre. Además de estos núcleos de población, históricamente existieron otros, ya despoblados: Avienza, Alcuerna, Aldehuela del Carracillo, Marieles, Valarto, Cardedal de Torre, Ruy de Manzano, Óvilo, Torre de don Velasco, Frades, Gómez Ovieco, Nuño Gómez, Pesquera y El Valle.